# Elton Martinez Carvalho Leme
Elton Martinez Carvalho Leme (1960) é um magistrado, botânico, ambientalista e professor brasileiro. É pesquisador no campo da taxonomia da família Bromeliaceae e desembargador do Tribunal de Justiça do Estado do Rio de Janeiro. Presidiu o Tribunal Regional Eleitoral do Rio de Janeiro.